# 7.62毫米口徑

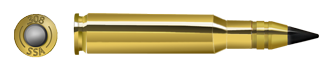
SSA 7.62mm 143grAP步槍彈

7.62毫米是一種常見的子彈口徑，因爲7.62毫米合英制0.30英寸，該口徑又可記爲「.30」。7.62毫米通常是與戰鬥步槍（MBR）配套的全威力步槍彈的口徑。7.62毫米指的是對應的步槍膛線兩條陽線之間的內徑，而子彈的實際口徑通常不是7.62毫米，比如，英國早期使用的7.62毫米子彈實際口徑是.303英寸（合7.696毫米），蘇聯7.62毫米槍械使用的子彈口徑常常是7.91毫米。